# Золота Риба (сузір'я)

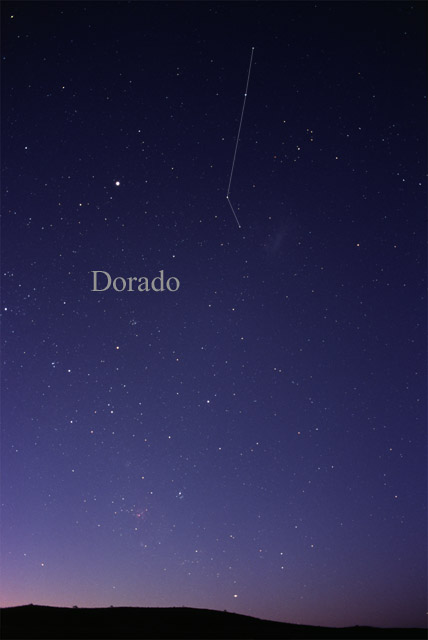
Золота Риба неозброєним оком.

Золота́ Ри́ба (лат. Dorado) — сузір'я південної півкулі неба. Містить 32 зірки, видимих неозброєним оком. На території України не спостерігається.
Запропоноване Планціусом на його небесному глобусі, виданому у 1598 році, хоча традиційно приписується Йоганну Байєру, оскільки вперше з'явилося у його Уранометрії 1603 року. У 17 столітті деякі астрономи, зокрема Йоганн Кеплер, для позначення цього сузір'я використовували назву риба-меч (лат. Xiphias).

## Додаткова інформація
Золота Риба примітна тим, що:
- містить більшу частину Великої Магелланової Хмари та галактичну туманність Тарантул;
- також у сузір'ї знаходиться південний полюс екліптики;
- у сузір'ї знаходиться зірка HE 0437-5439, що дуже швидко рухається у напрямку із нашої Галактики.